# 蒙特山脈
42°15′31.74″N 2°42′21.23″E / 42.2588167°N 2.7058972°E

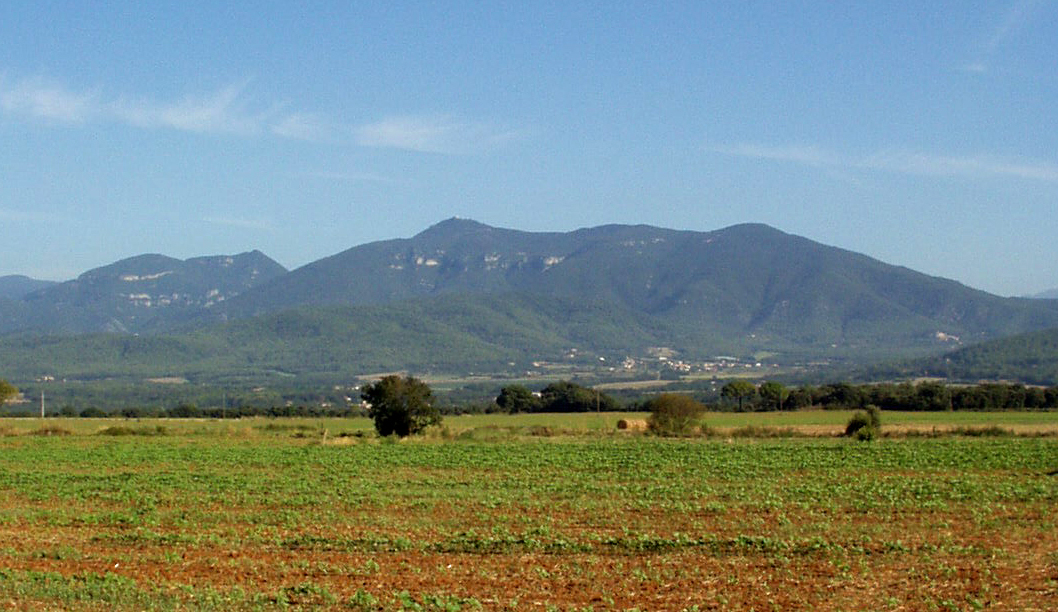

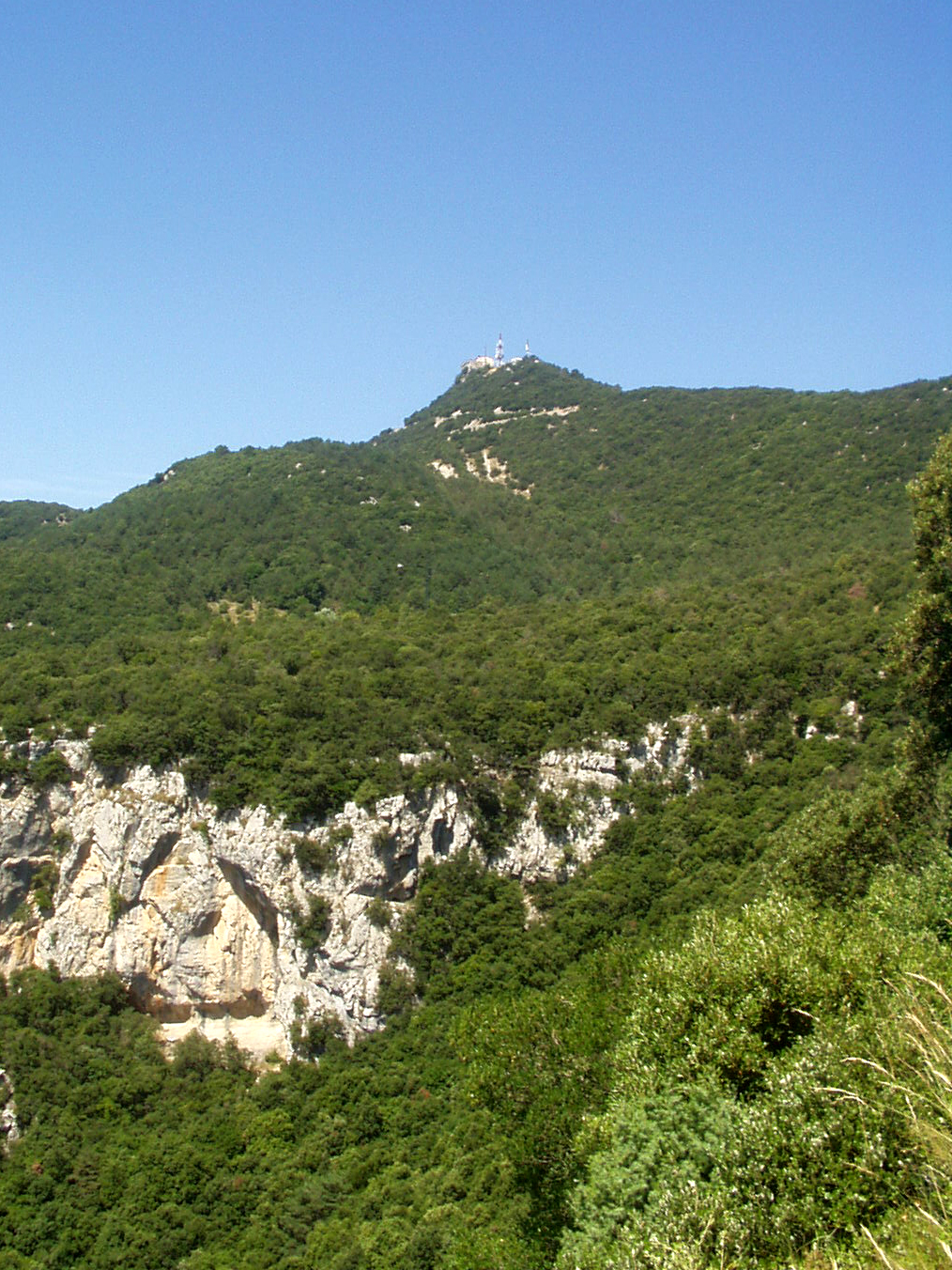

蒙特山脈，是西班牙的山脈，位於該國東北部加泰羅尼亞，處於阿爾瓦尼亞，屬於前比利牛斯山山麓的一部分，最高點海拔高度1,123米。